# Mogurnda pulchra
Mogurnda pulchra är en fiskart som beskrevs av Horsthemke och Staeck, 1990. Mogurnda pulchra ingår i släktet Mogurnda och familjen Eleotridae. Inga underarter finns listade i Catalogue of Life.